# Пописна област Дилингхам (Аљаска)
Пописна област Дилингхам (енгл. Dillingham Census Area) насељено је место без административног статуса у америчкој савезној држави Аљаска.

## Демографија
По попису из 2010. године број становника је 4.847, што је 75 (-1,5%) становника мање него 2000. године.
| Група             | 2000.         | 2010.       |
| Белци             | 1.031 (20,9%) | 855 (17,6%) |
| Афроамериканци    | 18 (0,4%)     | 11 (0,2%)   |
| Азијати           | 30 (0,6%)     | 32 (0,7%)   |
| Хиспаноамериканци | 111 (2,3%)    | 101 (2,1%)  |
| Укупно            | 4.922         | 4.847       |